# 崔始源
崔始源（羅馬化：Choi Si-won，1986年4月7日—），韓國男歌手及演員，為韓國男子團體Super Junior及子團Super Junior-M、Super Junior-L.S.S.成员，在隊內擔任副唱及門面。

## 早年及教育
崔始源出生於首爾特別市松坡區蠶室洞。
2004年，在北京留學3個月，學習普通話和中國歷史。2006年2月Hyun Dae高中畢業後，他進入仁荷大學；2012年2月24日，他獲得藝術體育學系學士學位。他後來又在同校修得大學院文化經營學系碩士學位。他亦為跆拳道黑帶四段。
2015年8月6日，接到第333屆義務警察特技兵種考試的合格通知，SM娛樂公司表示崔始源在拍攝完電視劇《她很漂亮》後入伍；同年11月19日，崔始源以義務警察身份現役入伍，服役21個月，2017年8月18日退伍。

## 音樂事業
2002年，在首尔被韩国SM娱乐有限公司星探发掘并成为旗下练习生。2005年初，经纪公司宣布崔始源将会以一个不断更换成员的大型男子组合Super Junior的第一代Super Junior 05的成员的形式出道，预计于2005年末出道。出道前几个月，崔始源和韩庚在Bum Suk的一场秀中以跑道模特儿的身份首次正式在媒体前出现。
2005年11月6日，和Super Junior 05其他十一名成员在SBS的音乐节目《人气歌谣》中首次登台，表演其首支单曲《TWINS (Knock Out)》。首次演出吸引了超过500名粉丝，包括来自中国和日本的海外观众。一个月后发行完整录音室专辑，在MIAK月流行韩流榜单中排名第三。
組合的第二張單曲《Miracle》告一段落後，經紀公司準備為Super Junior的下一代Super Junior 06招募新人，並計劃換掉崔始源。然而，計劃在加入第十三名成员圭贤時改變了，公司宣布停止換代。組合抹去了後輟 “05”，正式成為Super Junior。重新組合後，該組合發行的單曲《U》造成大震撼，成為該組合發行Sorry, Sorry前最成功的單曲。一年後的2007年秋天，該組合發行了他們的第二張專輯《Don't Don》，是該組合在2009年3月發行《Sorry, Sorry》前的最暢銷專輯，也是當年韓國銷量第二的專輯 。
作為Super Junior的成員，崔始源很頻繁的出演綜藝節目。他曾多次出演《情書》等很多韓國流行綜藝節目，宣傳組合的音樂。崔始源同是代言的熱點，代言了許多韓國的產品。2007年3月初，他被選為泰国“12 Plus Powder”的產品代言人並數次前往泰國進行商業活動。
2008年4月8日，SM Entertainment將崔始源安排在Super Junior的七人中國子組合Super Junior-M中。這個子組合主要是在中國市場活動，翻唱Super Junior的韓文歌曲的中文版，把韓流影響到中國。Super Junior-M是中國娛樂界中首個既有中國人也有韓國人的國際組合。Super Junior-M在中國於2008年4月8日首次出演，在第八屆年度音樂風雲榜，發行他們首支MV《U》。子組合在2008年5月2日發行了他们的中文專輯《迷 (Me)》，在台灣的八大音樂排行榜名列第二，在中國及泰國的許多排行榜名列榜首，後來在2012年更發行了專輯《太完美》，並在2013發行了專輯《Break Down》。
2009年3月12日，Super Junior第三張韓語正規專輯《Sorry, Sorry》發行，3月13日，SJ以《Sorry, Sorry》及《Why I Like You》在音樂銀行回歸初舞台，此後《Sorry, Sorry》一曲連續拿下各大音樂節目一位，組合首次獲頒金唱片大赏《唱片大赏》、Mnet亞洲音樂大獎及首爾音樂獎等各大頒獎典禮大獎。
2010年5月13日，Super Junior發行第四張韓語正規專輯《Bonamana》，主打歌《美人啊》連續63周雄踞KKBOX台灣音樂榜榜首。《Bonamana》是韓國樂壇2010年度的銷量第一。6月28日推出再版專輯，主打歌《No Other》在hanteo網排行榜上佔據首位。
2011年8月3日，Super Junior發行第五張韓語正規專輯《Mr.Simple》，這張專輯距上張專輯《Bonamana》有一年零三個月之久。至現時為止，此專輯的各版本的總銷量已突破50萬張，是韓國樂壇2011年的銷量第一。
2012年7月4日，Super Junior發行第六張韓語正規專輯《Sexy, Free & Single》，此張專輯在韓國的各版本銷量總和超過48萬張，是韓國樂壇2012年度的銷量第一。
2014年9月1日，Super Junior發行第七張韓語正規專輯《Mamacita》。10月27日，後續专辑《This Is Love》发行，收录崔始源和作曲家组合Iconic Sounds一起创作的歌曲《Don't Leave Me》。
2015年9月，Super Junior发行十周年纪念专辑《Devil》及后续專輯《Magic》。
2017年11月6日，Super Junior时隔2年2个月回归歌坛，崔始源參與第八張專輯《Play》的錄音過程，該專輯並為崔始源退伍後回歸歌壇的首張專輯，可惜崔始源因捲入寵物狗傷人風波，只參與專輯錄製，但不參與該韓國的回歸宣傳活動。在11月25日正式在日本宣傳活動正式回歸《Play》的後續專輯《Replay》在2018年4月12日發行。

## 演艺事业
2003年10月，崔始源出演Dana的歌曲《What is Love》MV男主角。2004年10月16日，崔始源首次出演KBS周末剧《说不出的爱》。2005年，崔始源出演KBS月火剧《18岁，29岁》。
2006年，初涉影壇，參演中韓合製電影《墨攻》。2007年7月，Super Junior主演的《花美男連鎖恐怖事件》在韓國首映，崔始源在影片中飾演學生會主席 。
2010年3月，崔始源主演SBS月火劇《Oh My Lady》，劇中飾演“成敏宇”；12月，主演SBS月火劇《雅典娜：戰爭女神》。2011年9月，崔始源主演KBS月火劇《波塞冬》；12月，与李東海、陳意涵、白歆惠主演台灣偶像劇《华丽的挑战》，崔始源在劇中飾演“敦賀蓮”。2012年6月，崔始源出演電影《雅典娜：無間諜局》；11月，主演SBS月火劇《電視劇之王》。2014年，崔始源赴中國廣西北海市拍攝由導演李少紅監制的中國青春偶像劇《億萬繼承人》。
2015年2月19日，崔始源出演电影《天将雄师》在中国上映，崔始源在剧中饰演西域将军“殷破”；2月22日，与江语晨、袁弘、王珞丹主演中国电视剧《转身说爱你》在央视八套播出；4月19日，出演综艺节目《我们相爱吧》；4月23日，出席第五屆北京國際電影節閉幕式；4月29日，崔始源與張學友為电影《赤道》演唱主題曲《赤色壯舉》；4月30日，出演電影《赤道》在中國上映，在劇中飾演南韓核武專家；8月7日，出演電影《破风》在中國上映；9月16日，主演韓國電視劇《她很漂亮》，在劇中飾演一位在電影、攝影、時尚等擁有多方面才能的雜誌社編輯，是個從不透露自己真實的内心，什麼心思都無法知道的神秘人物，這是崔始源除自2013年出演SBS《電視劇帝王》之外，時隔2年零8個月之後再度回歸韓國電視劇。
2021年6月9日，崔始源確定出演Tving原創電視劇《酒鬼都市少女們》男主角，這是一部講述了以喝酒為人生信念的33歲女人的故事，改編自網絡漫畫《酒鬼城市少女們》。

## 相關事件

### 反LGBT
2007年，在被问及如何看待《王的男人》等电影中，男演员扮演性别模糊角色时，崔始源回答：“我会礼貌拒绝任何这样的邀请。虽然我尊重所有性别，但我不认同同性恋，因为我被教导上帝创造了具有特定特征和职责的男人和女人。我明白随着全球化，有很多人不同意我的观点。有些人是价值导向，有些人是成功导向。但演员为观众塑造形象时，难道不应该基于人生的信仰来选择扮演的角色吗？”
2015年9月11日，崔始源在推特轉發牧師约翰·派博推文：“奥贝格费尔案（Obergefell）违反宪法，所谓的同性婚姻不存在。”他随后又转发约翰·派博支持肯塔基州羅恩郡書記官金·戴維斯，反對同性婚姻的文章，引發網友批評崔反對LGBT權益。隔日他在推特向受到傷害的粉絲道歉，解釋自己會轉推約翰·派博，是因為希望能表達多元看法，但卻從大家的回應中發現自己讓許多人受到了傷害。他表示會學習如何表達自己信仰，並感謝那些了解支持他想法的粉絲。
2023年4月，崔始源在Bubble发布一张梗图，被指针对跨性别。该图内容为《泰坦尼克号》的一个场景，演员比利·赞恩饰演的角色卡尔‧霍克利（Caledon Hockley）试图登上救生艇，但被告知“女士和儿童优先”，卡尔回答：“我是跨性别者。”

### 家犬咬死人
2017年10月21日，崔始源服役期間，因家人未關家門導致寵物鬥牛犬跑出並咬傷鄰居，對方6日後因敗血症而死。事件導致崔始源受到網友抵制，其主演的電視劇《卞赫的愛情》也受影響。崔始源表示與家人多次到達死者靈堂道歉，已得到家屬諒解。經調查死者的血液檢查結果顯示是因綠膿桿菌而導致敗血症，而被狗口腔內綠膿桿菌感染的案例，全球只有6起。崔始源本人決定不參加所屬組合Super Junior後續專輯《Play》的回歸宣傳活動。2018年4月12日，《Play》的後續專輯《Replay》發行崔始源正式歸隊並回歸參與宣傳活動。

### 按讚反送中新聞
2019年11月24日，崔始源在Twitter上点赞《朝鲜日报》转载的美国有线电视新闻网采访反送中运动中枪示威青年的报道，遭中国大陸网友批评，官媒《環球時報》報導崔始源對「一則美化香港暴徒的發文」點讚。崔始源當日稍晚在微博表示点赞只是抱着止暴止乱的想法，表达对事件关注，并为自己的行为致歉。翌日，百度「崔始源吧」宣布關閉。崔始源26日再度微博發文，「為我最近在推特上的錯誤行為真心抱歉，那令大家覺得失望而且傷害到大家的感情」，「我從未否認…香港是中國不可分割的一部份！」

## 創作歌曲
- 崔始源在韩国音乐著作权协会的编号为（10008663 （页面存档备份，存于））

| 姓名   | 登記名字 | 編號                            | 歌曲列表 |
| ------ | -------- | ------------------------------- | -------- |
| 崔始源 | 최시원   | 10008663 （页面存档备份，存于） | [ 46 ]   |

## 影视作品

### 电影
| 年份 | 電影名称                         | 角色                         |
| 2006 | 《墨攻》                         | 梁适                         |
| 2007 | 《花美男连锁恐怖事件》           | 學生會主席崔始源（同名角色） |
| 2011 | 《Super Show 3 SJ演唱会3D电影》  | 崔始源（本人）               |
| 2012 | 《I AM. - SM家族青春傳記電影》   | 崔始源（本人）               |
| 2012 | 《SMTOWN东京巨蛋演唱会3D电影》   | 崔始源（本人）               |
| 2013 | 《Super Show 4 SJ演唱会3D电影》  | 崔始源（本人）               |
| 2015 | 《天將雄師》                     | 殷破                         |
| 2015 | 《赤道》                         | 朴宇哲                       |
| 2015 | 《破風》                         | 鄭知元                       |
| 2015 | 《SMTown The Stage》             | 崔始源（本人）               |
| 2021 | 《新年前夜》                     | 真雅之前男友                 |
| 2025 | 《虽然是童话，但青少年禁止观看》 | 政硕                         |
| 2025 | 《喬王出任務》                   | 马泰洙                       |

### 电视剧
| 年份 | 電視台     | 電視劇名称                   | 角色           | 性質       |
| 2004 | KBS        | 《致父亲母亲》               | 金勋燮         | 客串       |
| 2005 | KBS        | 《18．29》                   | 姜尚永（少年） | 客串       |
| 2005 | KBS        | 《灵骨塔少年》（Drama City） | 朴正明         | 配角       |
| 2006 | KBS        | 《春天华尔兹》               | 朴尚宇         | 配角       |
| 2007 | MBC        | 《香丹传》                   | 李夢龍         | 男主角     |
| 2009 | CCTV       | 《青春舞台》                 | 崔始源         | 客串       |
| 2010 | SBS        | 《Oh My Lady》               | 成敏宇         | 男主角     |
| 2010 | SBS        | 《雅典娜：戰爭女神》         | 金俊浩         | 配角       |
| 2011 | 八大綜合台 | 《華麗的挑戰》               | 敦賀蓮         | 男主角     |
| 2011 | KBS        | 《波塞冬》                   | 金善宇         | 男主角     |
| 2012 | SBS        | 《電視劇帝王》               | 姜賢珉         | 第二男主角 |
| 2015 | CCTV-8     | 《轉身說愛你》               | 宋晨曦         | 男主角     |
| 2015 | MBC        | 《她很漂亮》                 | 金信赫         | 第二男主角 |
| 2017 | tvN        | 《卞赫的愛情》               | 卞赫           | 男主角     |
| 2019 | KBS        | 《各位國民》                 | 杨正国         | 男主角     |
| 2020 | MBC        | 《Cinematic Drama SF8》      | 徐敏俊         | 男主角     |
| 2021 | TVING      | 《酒鬼都市女人們》           | 姜北久         | 男主角     |
| 2022 | ENA        | 《凍死的戀愛》               | 朴在勳         | 男主角     |
| 2022 | TVING      | 《酒鬼都市女人們2》          | 姜北久         | 男主角     |
| 2023 | Netflix    | 《獵犬》                     | 洪敏範         | 特別出演   |
| 2023 | TVING      | 《死期將至》                 | 朴振泰         | 特別出演   |
| 2024 | 《TV朝鮮》 | 《DNA Lover》                | 沈延宇         | 主演       |

### 綜藝

#### 固定出演
| 年份   | 播放日期               | 節目频道         | 節目名稱                                     | 備註 |
| 2005年 | 12月6日－2006年5月22日 | KMTV             | 《Super Junior Show》                        |      |
| 2006   | 3月30日－5月4日        | Mnet             | 《神秘追蹤》                                 |      |
| 2006   | 5月27日－8月12日       | SBS              | 《Super Junior Full House》                  |      |
| 2006   | 5月29日－7月17日       | KMTV             | 《美少年宿舍大騷動》                         |      |
| 2006   | 8月16日－9月13日       | Mnet             | 《對決！Super Junior 自製劇》                |      |
| 2007   | 7月14日－8月25日       | Mnet             | 《Supersummer》                              |      |
| 2007   | 11月11日－2008年2月3日 | SBS              | 《人體探險隊》                               |      |
| 2012   | 7月16日－7月20日       | KBS2             | 《Super Junior明星生活劇場》                 |      |
| 2013   | 6月13日－7月4日        | MBC Music        | 《Super Junior Super Show 5 南美巡演紀錄片》 |      |
| 2015   | 4月19日－7月17日       | 江蘇衛視         | 《我們相愛吧》                               |      |
| 2017   | 10月9日－11月17日      | Naver TV、V Live | 《SJ returns》                               |      |
| 2018   | 6月7日－8月23日        | XtvN             | 《Super TV 2》                               |      |
| 2018   | 11月5日－12月26日      | Naver TV、V Live | 《SJ Returns 2：E.L.F.的飯桌》               |      |
| 2019   | 9月9日－10月20日       | Naver TV、V Live | 《SJ returns 3》                             |      |
| 2020   | 5月18日－2021年2月19日 | V Live           | 《SJ returns 4》                             |      |
| 2020   | 8月17日－10月19日      | MBC every1       | 《帆船遠征隊》                               |      |
| 2021年 | 11月28日－             | SBS              | 《我家的熊孩子》                             |      |

### MV出演
（ Super Junior及其子团体的歌曲MV作品，請參閱：Super Junior參演MV列表 ）
| 年份 | 歌曲名稱     | 歌手                             |
| 2003 | What is Love | DANA                             |
| 2006 | Timeless     | 张力尹（Feat. 东方神起细亚俊秀） |
| 2008 | 星愿         | 张力尹                           |
| 2008 | 幸福的左岸   | 张力尹                           |
| 2009 | 螢火蟲       | 林依晨                           |
| 2010 | Hoot         | 少女時代                         |
| 2014 | Motorcycle   | Super Junior Donghae & Eunhyuk   |

## 慈善公益
崔始源2010年成為聯合國兒童基金會宣傳大使，時常造訪、關心各地兒童；2015年成為該基金會的韓國委員會特別代表；2019年被任命為聯合國兒童基金會東亞太平洋地區親善大使。

## 獎項

### 大型頒獎禮獎項
| 年份 | 獎項                                                                                      |
| 2010 | - SBS演技大賞－新星獎                                                                     |
| 2011 | - AllKpop Awards－最佳社群網路名人獎 - Korea Best Dresser Swan Awards－Best Dresser歌手獎 |
| 2015 | - Korean Updates Awards－OST of The Year（《她很漂亮》OST－〈Only You〉）                 |
| 2016 | - 4th DramaFever Awards－最佳男配角獎（《她很漂亮》）                                     |
| 2019 | - KBS演技大獎－中篇電視劇部門 男子優秀演技獎（《各位國民》）                              |